# Computer and Video Games
Computer and Video Games è una rivista mensile britannica dedicata ai videogiochi, pubblicata dal 1981 al 2004.
Fu il primo periodico autonomo interamente dedicato ai videogiochi, nato quasi in contemporanea con la statunitense Electronic Games.
I premi Golden Joystick Awards, nati nel 1983, erano inizialmente organizzati dalla rivista, che raccoglieva per posta le votazioni del pubblico.
La sua controparte online, computerandvideogames.com, è stata attiva dal 1999 al febbraio 2015. Complessivamente è stato il marchio di pubblicazioni sui videogiochi più longevo del mondo.
L'italiana Computer+Videogiochi (1991-1995) era in parte l'edizione italiana di Computer and Video Games.